# Park Kinuta
Park Kinuta (jap. 砧公園 Kinuta Kōen) – park miejski znajdujący się w dzielnicy Setagaya, w Tokio, w Japonii.

## Historia
Przed II wojną światową park był rozległym, niezagospodarowanym terenem zielonym. Po roku 1957 został przekształcony na pole golfowe. W tej chwili park Kinuta jest terenem przeznaczonym wyłącznie do odpoczynku.

## Atrakcje
Spośród 39 ha ponad połowę stanowią trawiaste pola. Park jest częstym miejscem urządzania pikników, spotkań, czy spacerów. Wiosną staje się również miejscem do spędzania święta hanami, z uwagi na duże nagromadzenie drzew sakury. Oprócz wypoczynku na trawie park oferuje również:
- boiska do gry w piłkę nożną i baseball;

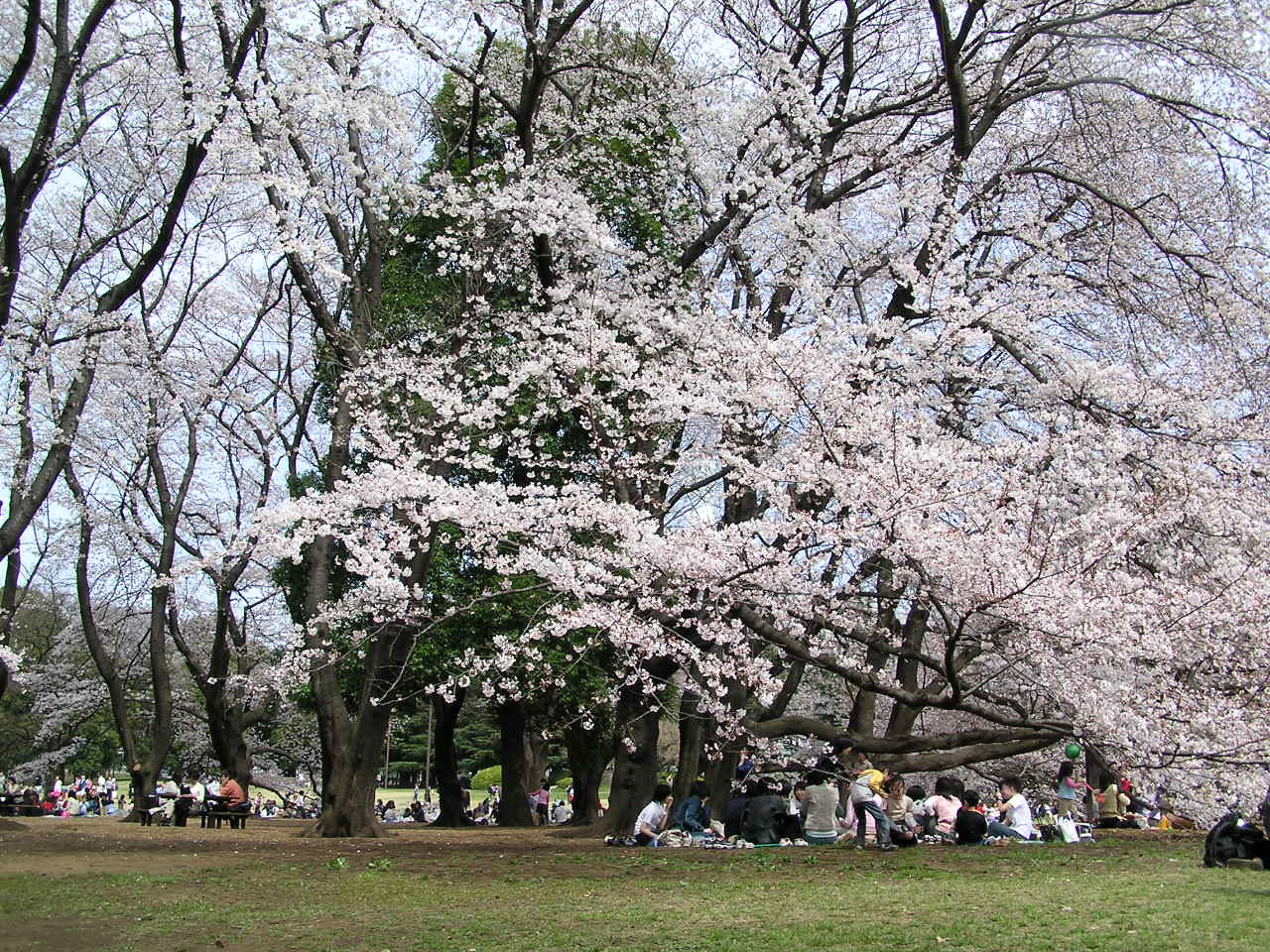
Święto Hanami w parku Kinuta

- dużą liczbę ścieżek rowerowych;
- rezerwat ptaków;
- muzeum sztuki dzielnicy Setagaya.

## Wstęp i transport
Do parku najłatwiej jest dostać się samochodem, kierując się autostradą Tōmei (jap. 東名高速道路 Tōmei Kōsoku Dōro).
Dojazd zapewnia również linia kolei Tōkyū Den-en-toshi. Najbliżej parku znajduje się stacja Yoga.